# کافه سینما
کافه سینما، یک وبگاه خبری تحلیلی مستقل دربارهٔ سینما و تلویزیون ایران و جهان است که در مهرماه ۱۳۸۹ به مدیریت امیر قادری یکی از دهمنتقد برتر ۳۰ سال سینمای ایران و علی معلم سردبیر  دنیای تصویر، پایه‌گذاری شد. از پاییز ۱۳۹۳ و پس از کناره‌گیری علی معلم، مدیریت و سردبیری این وبگاه بر عهده امیر قادری می‌باشد.
کافه سینما در سال ۱۳۹۰ و در جشنواره وب ایران، از سوی مردم عنوان بهترین سایت در حوزه سینما و تئاتر را کسب کرد. همچنین در جریان پوشش خبری سی و دومین دوره جشنواره فیلم فجر در سال ۱۳۹۲، روزنامه معتبرگاردین از کافه سینما تحت عنوان وب‌سایت برتر و درجه‌یک ایرانی در زمینه نقد فیلم و سینما، یاد کرد. این وبسایت هم‌اکنون در زمینه‌های سینما، تلویزیون و رسانه فعال می‌باشد.
امیر قادری هنگام راه‌اندازی این وب سایت در مصاحبه با تبیان می‌گوید که کافه سینما، قرار است رسانه‌ای مستقل باشد برای سینمادوستان، سینماگران و آن‌ها که سینمانویسی را، تازه آغاز کرده‌اند و دنبال رسانه‌ای می‌گردند؛ و البته قرار است که در کنار همه این‌ها، انرژی بدهد به این سینما، شور و شوق و انگیزه بدهد به این سینمای کمی تا قسمتی بی‌شور و انگیزه.